# Яманкулов, Убайдулла Яхшибоевич
Убайдулла Яхшибоевич Яманкулов (узб. Ubaydulla Yaxshiboevich Yamanqulov; род. в 1963 году, Джизакская область, Узбекская ССР, СССР) — узбекский государственный деятель, хоким Джизакской области (14 сентября 2001-14 февраля 2007).

## Биография
Убайдулла Яхшибоевич родился в Джизакской области 1963 года. С 1977 года по 1980 года учился в физико-математической школе города Ташкент. В 1985 году окончил Московский Государственный Технический Университет имени Баумана.
14 сентября 2001 года президент Узбекистана Ислам Каримов назначил Убайдуллу Яхшибоевича хокимом Джизакской области. Он занимал эту должность до 14 февраля 2007 года.